# ليندا وانغ
ليندا وانغ (بالصينية: 王馨平) (و. 1968 – م) هي ممثلة، ومغنية، من جمهورية الصين الشعبية، ولدت في هونغ كونغ.

## وصلات خارجية
- ليندا وانغ على موقع IMDb (الإنجليزية)
- ليندا وانغ على موقع ميوزك برينز (الإنجليزية)
- ليندا وانغ على موقع ديسكوغز (الإنجليزية)